# 纪念“五四”运动活动旧址
纪念“五四”运动活动旧址，位于中国广东省汕尾市陆丰市龙山中学内，为陆丰市的一个市级文物保护单位，类型为近现代重要史迹及代表性建筑，公布时间为1969年。
纪念“五四”运动活动旧址的历史年代为清代。